# Trocadéro (métro de Paris)
Pour les articles homonymes, voir Trocadéro.
Trocadéro est une station des lignes 6 et 9 du métro de Paris, située dans le 16e arrondissement de Paris.

## Situation
La station est implantée sous la place du Trocadéro-et-du-11-Novembre, les quais étant établis :
- sur la ligne 6, approximativement selon un axe nord-sud sous le débouché de l'avenue Kléber, au nord de la place, entre les stations Boissière et Passy ;
- sur la ligne 9, selon un axe est-ouest sous l'amorce de l'avenue Georges-Mandel, à l'ouest de la place, entre Rue de la Pompe et Iéna.

## Histoire
La station est ouverte le 2 octobre 1900 en tant que terminus sud-est d'un embranchement de la ligne 1 depuis Étoile (aujourd'hui Charles de Gaulle - Étoile), jusqu'au 5 novembre 1903, date à laquelle la ligne est prolongée d'une station jusqu'à Passy sous le nom de ligne 2 Sud. Le 17 octobre 1907, la ligne 2 Sud est absorbée par la ligne 5 qui effectue alors le trajet Étoile - Lancry (actuelle Jacques Bonsergent).
Avant 1914, la station est équipée d'un des premiers escaliers mécaniques qui subsiste jusqu'en 1959, d'une balustrade de Joseph Cassien-Bernard, ainsi que, sur le terre-plein central, d'un accès orné d'un édicule Guimard, supprimé en 1936.
Le 8 novembre 1922, la station de la ligne 9 est ouverte à son tour en tant que terminus nord-est de son premier tronçon depuis Exelmans, jusqu'au 27 mai 1923 où elle voit ledit terminus reporté à Saint-Augustin. Du 17 mai au 6 décembre 1931, le tronçon entre Place d'Italie et Étoile de la ligne 5 est intégré temporairement à la ligne 6, qui relie alors Étoile à Nation. La section absorbée lui est définitivement cédée le 6 octobre 1942.
Les quais de la ligne 6 sont rénovés une première fois après 1969 en adoptant le style « Mouton-Duvernet » avec des carreaux à plusieurs tons orangés, tranchant radicalement avec le blanc dominant de l'origine du métro, ainsi que des rampes lumineuses caractéristiques de ce type d'aménagement, lequel est par la suite complété de sièges de style « Motte » également de couleur orange. Le point d'arrêt de la ligne 9 est quant à lui modernisé dans le style « Andreu-Motte », en l'occurrence de couleur verte avec carrelage plat blanc, vers la fin des années 1970.
Dans le cadre du programme « Renouveau du métro » de la RATP, les couloirs de la station et les quais de la ligne 6 ont été rénovés le 10 juin 2009, mettant fin à la décoration de style « Mouton » de ces derniers.
Elle doit sa dénomination à son implantation sous la place du Trocadéro-et-du-11-Novembre, laquelle commémore la bataille du Trocadéro, dont le nom a également été attribué à l'ancien palais construit pour l’Exposition universelle de 1878 et dont il ne subsiste qu'une partie.
En 2019, 9 327 124 voyageurs entrent à cette station ce qui la place à la 21e position des stations de métro pour sa fréquentation.
En 2020, avec la crise du Covid-19, 3 618 422 voyageurs sont entrés dans cette station, ce qui la place à la 38e position des stations de métro pour sa fréquentation.
En 2021, la fréquentation remonte progressivement, avec 5 284 134 voyageurs qui sont entrés dans cette station ce qui la place à la 28e position des stations de métro pour sa fréquentation.

## Services aux voyageurs

### Accès
La station dispose de six accès :
- Accès no 1 « avenue du Président-Wilson » ;
- Accès no 2 « avenue Kléber » ;
- Accès no 3 « avenue Raymond-Poincaré » ;
- Accès no 4 « avenue Georges-Mandel » ;
- Accès no 5 « cimetière de Passy » ;
- Accès no 6 « avenue Paul-Doumer ».

Accès à la station
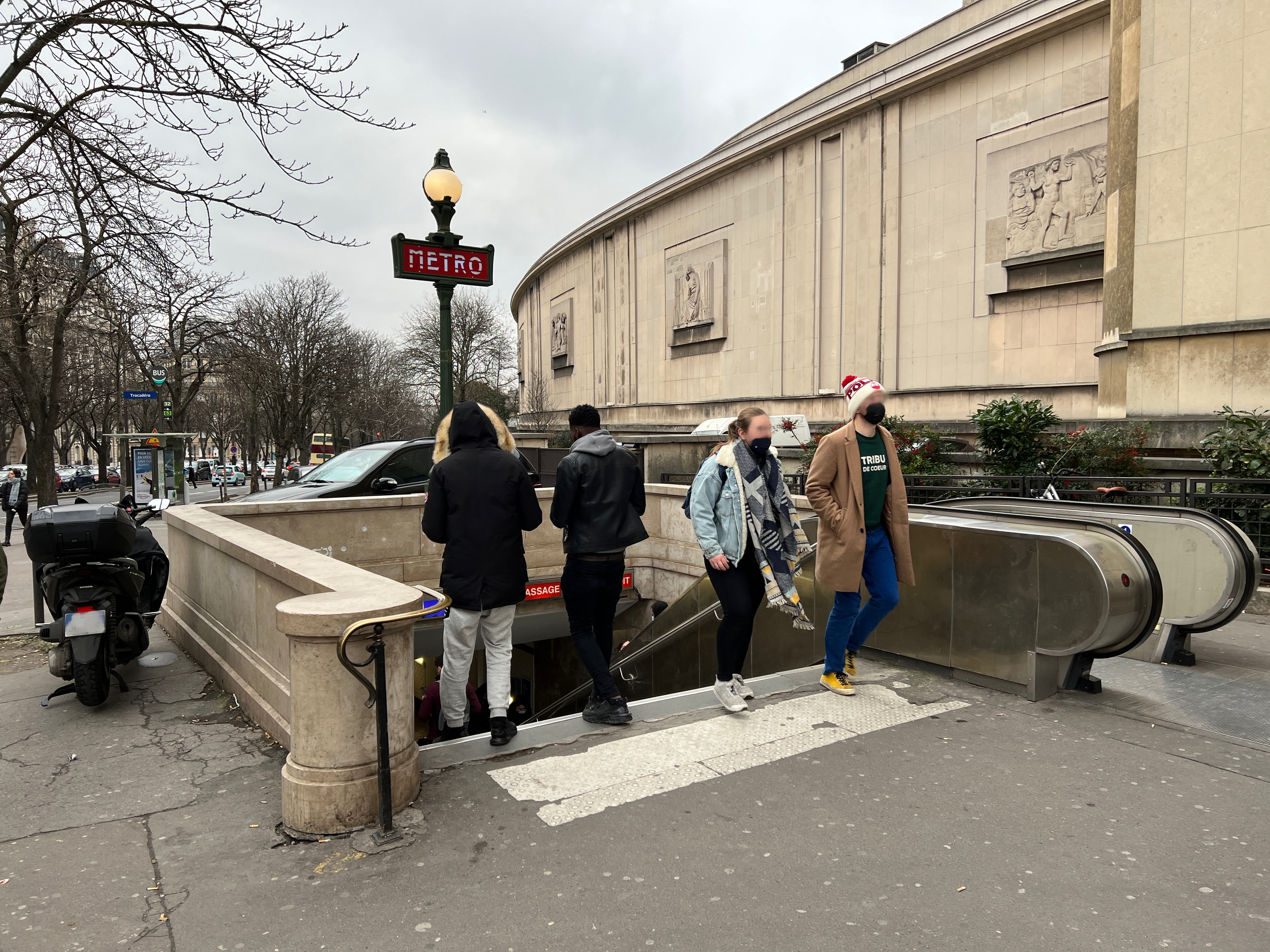
L'accès no 1 « Avenue du Président-Wilson ».
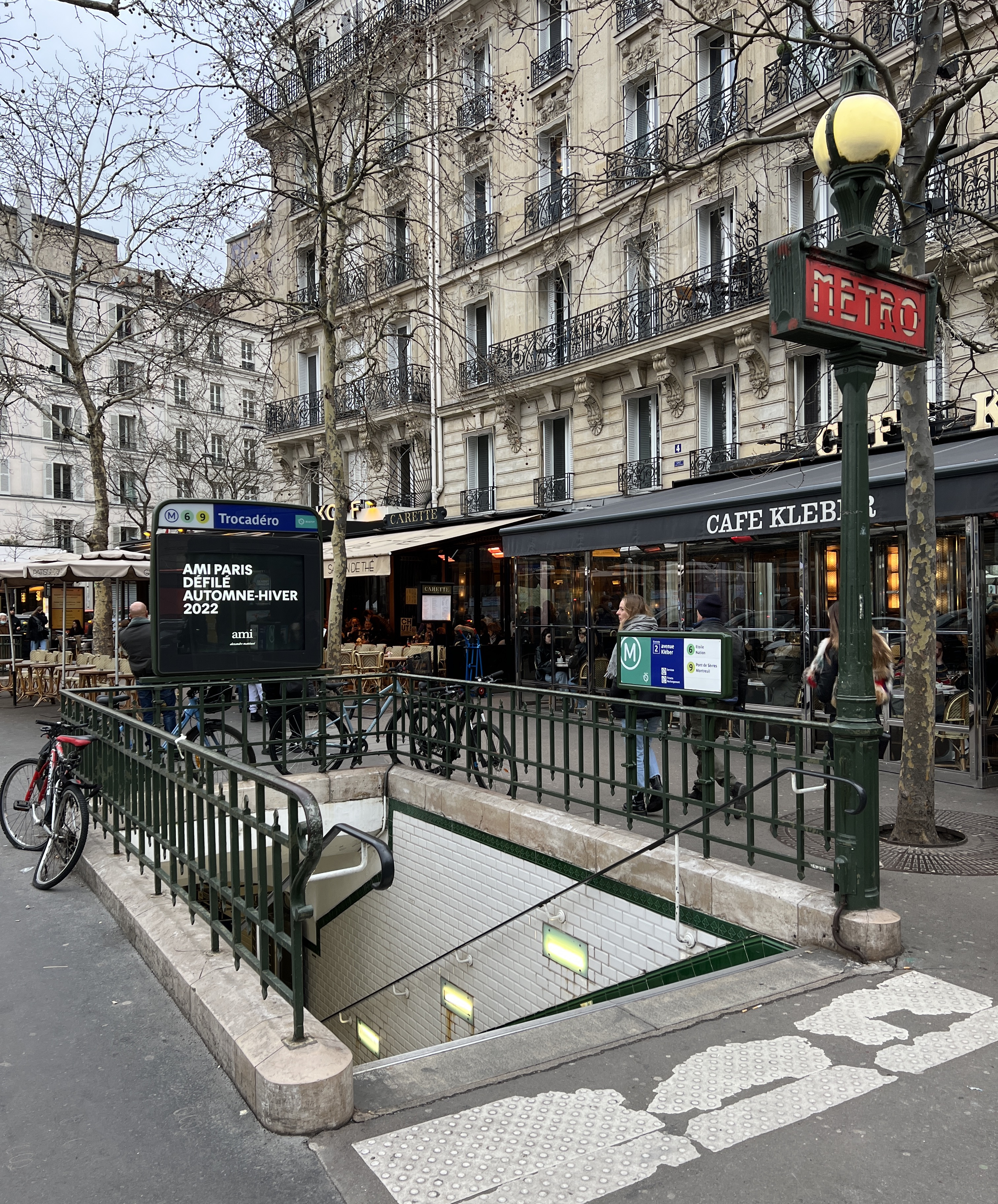
L'accès no 2 « Avenue Kléber ».
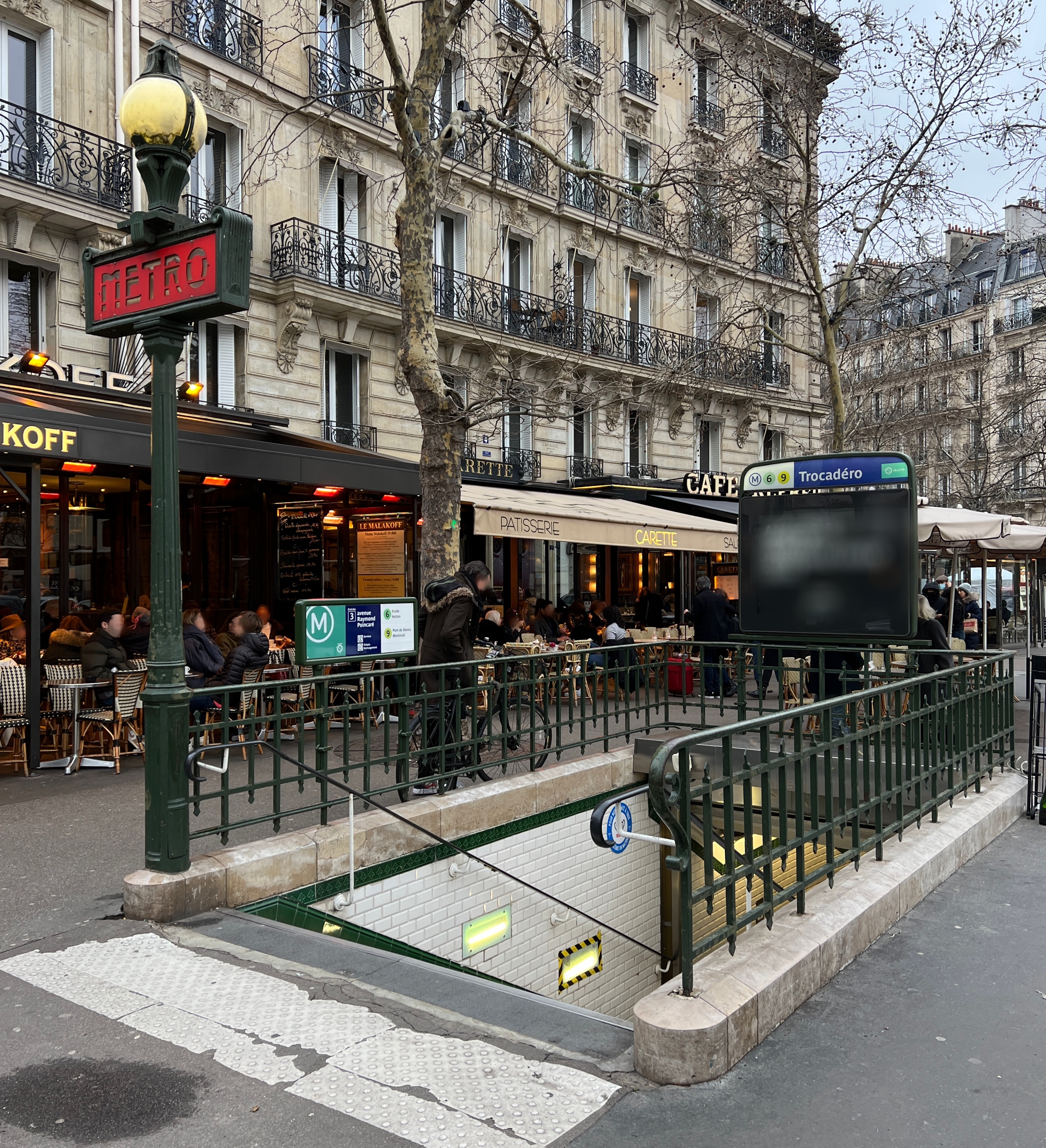
L'accès no 3 « Avenue Raymond-Poincaré ».
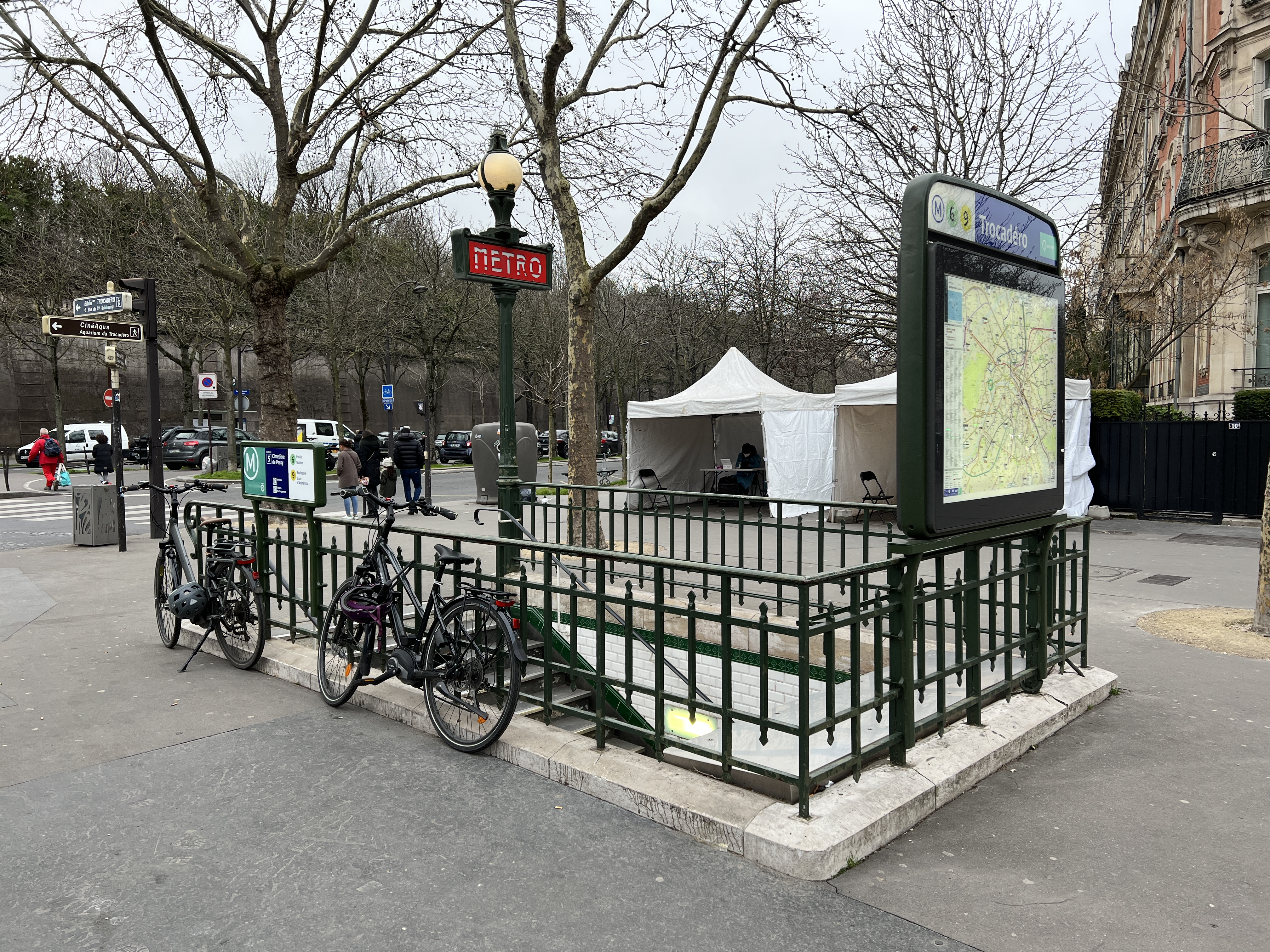
L'accès no 4 « Avenue Georges-Mandel ».
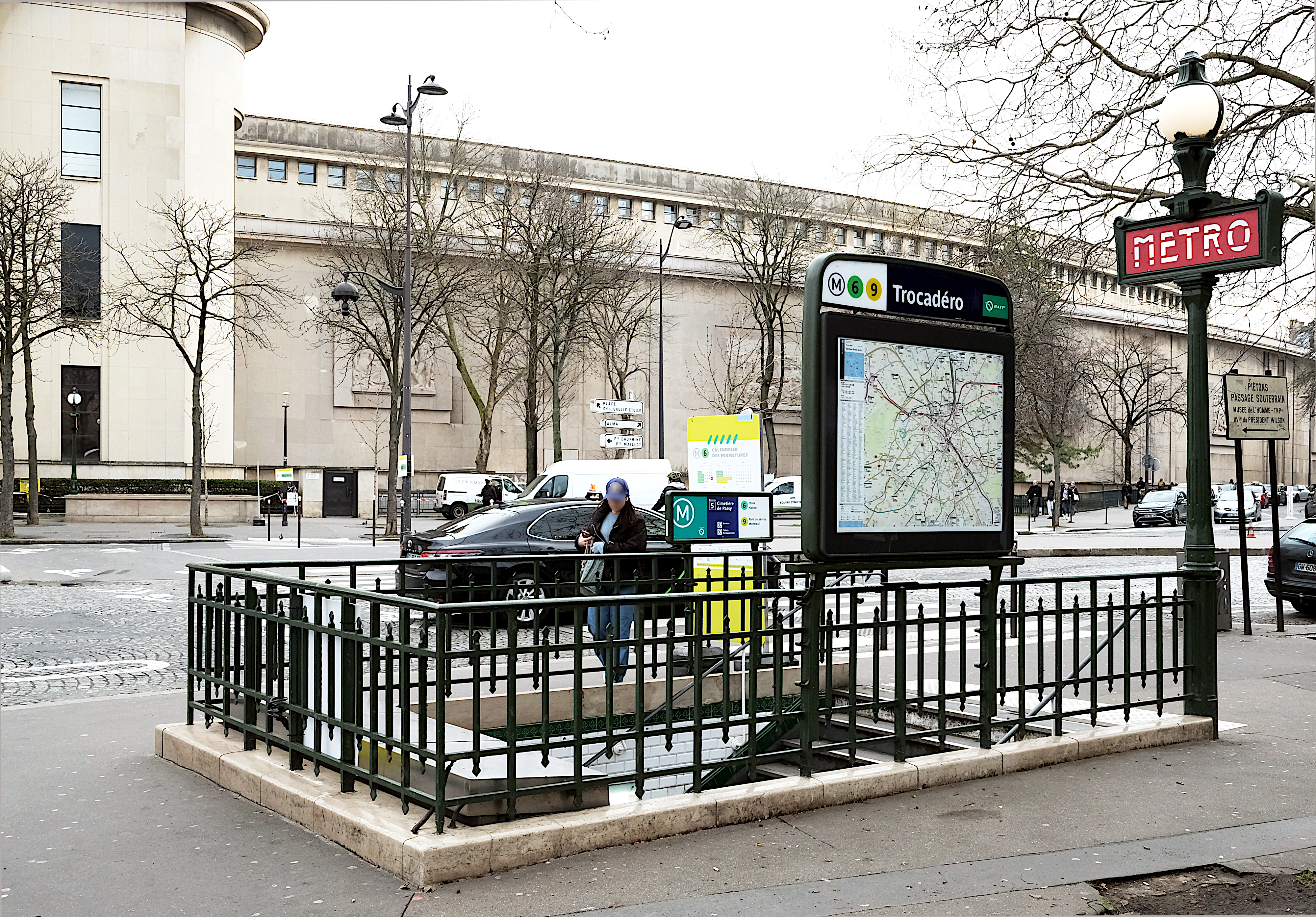
L'accès no 5 « Cimetière de Passy ».
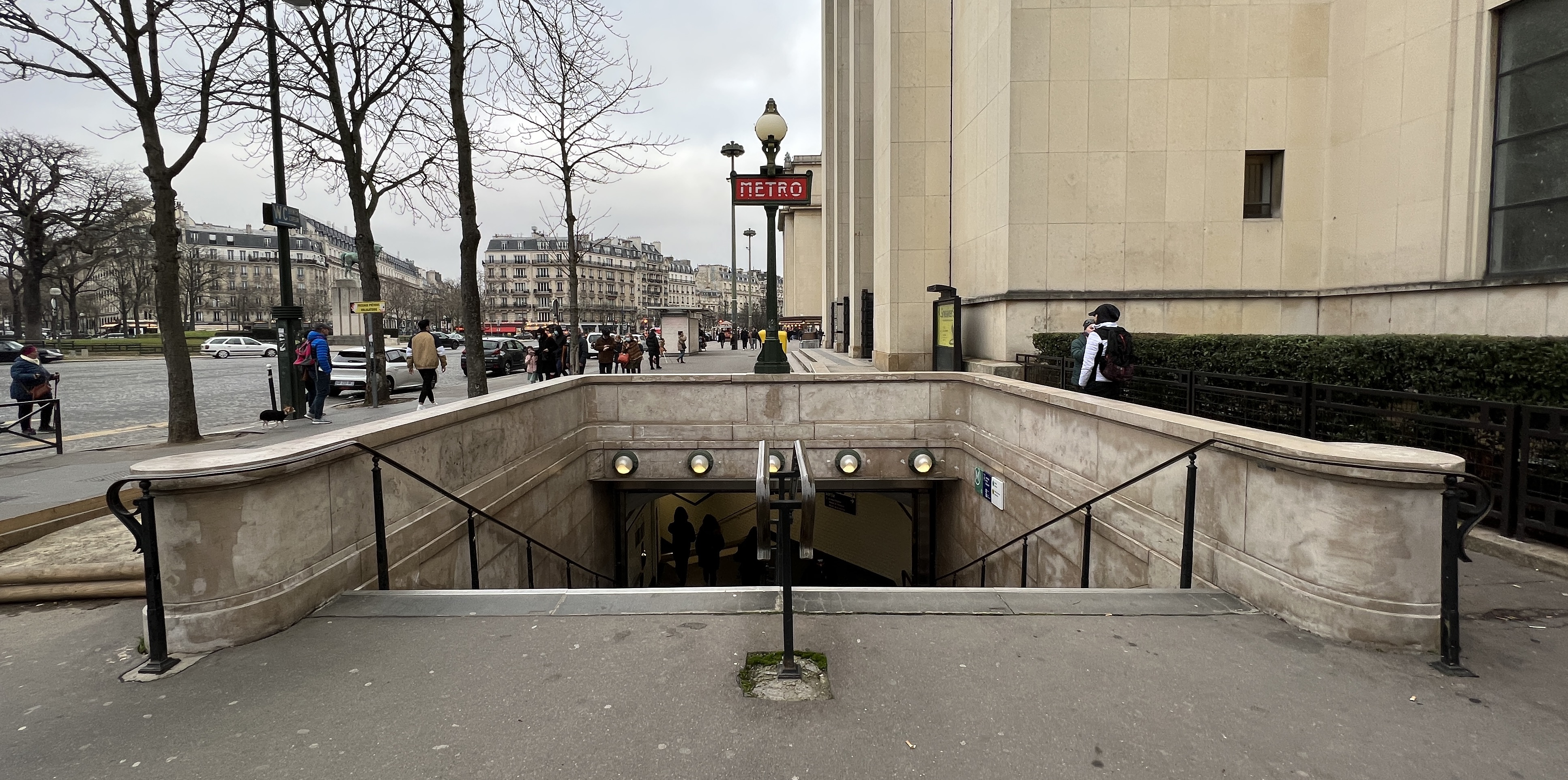
L'accès no 6 « Avenue Paul-Doumer ».

.

### Quais
Les quais des deux lignes sont de configuration standard : au nombre de deux par point d'arrêt, ils sont séparés par les voies du métro situées au centre et la voûte est elliptique.
La station de la ligne 6 est décorée dans le style utilisé pour la majorité des stations du métro : les bandeaux d'éclairage sont blancs et arrondis dans le style « Gaudin » du renouveau du métro des années 2000, et les carreaux en céramique blancs biseautés recouvrent les piédroits et les tympans. La voûte est enduite et peinte en blanc. Les cadres publicitaires sont en céramique blanche et le nom de la station est inscrit en police de caractère Parisine sur plaques émaillées. Les sièges sont du style « Akiko » de couleur verte.
Les quais de la ligne 9 sont aménagés dans le style « Andreu-Motte » avec deux rampes lumineuses vertes, des banquettes ainsi que les tympans et débouchés des couloirs traités en carrelage vert plat et des sièges « Motte » de même couleur. Cette décoration est mariée avec le carrelage plat blanc appliqué sur les piédroits et la voûte. Les publicités sont dépourvues de cadres et le nom de la station est écrit en police de caractère Parisine sur plaques émaillées. Il s'agit d'une des rares stations à posséder toujours l'intégralité de l'aménagement « Andreu-Motte ». 
Le nom de la station est sous-titré Tour Eiffel, du nom de la tour Eiffel, située à proximité. Cette dénomination figure uniquement sur les plaques disposées dans les couloirs de la ligne 9 (la ligne 6 ayant déjà ce sous-titre pour la station Bir-Hakeim).

### Intermodalité
La station est desservie par les lignes 22, 30, 32 et 63 du réseau de bus RATP et, la nuit, par la ligne N53 du réseau Noctilien.

## À proximité
- Centre culturel coréen
- Palais de Chaillot
- Théâtre national de Chaillot
- Musée de l'Homme
- Musée national de la Marine
- Cité de l'architecture et du patrimoine
- Aquarium de Paris - Cinéaqua
- Jardins du Trocadéro
- Tour Eiffel
- Cimetière de Passy